# François Heersbrandt
François Heersbrandt, né le 12 décembre 1989 à Uccle, est un nageur belge.
Lors des championnats d'Europe en petit bassin 2011 à Szczecin, il bat son record de Belgique du 100 m papillon en séries (50 s 87) puis à nouveau lors de la finale en 50 s 44 pour remporter la médaille de bronze. Il bat également son record de Belgique du 50 m papillon lors de la finale mais termine 5e de la course. Il remporte encore une médaille de bronze avec le relais 4 x 50 m nage libre avec l'équipe belge et bat le record de Belgique du 50 m nage libre en 21 s 58 lors ce relais.
Il a disputé le 100 mètres papillon aux jeux olympiques d'été de 2012 où il a été éliminé en demi-finale alors qu'il avait battu le record de Belgique (52.22) en séries.
Aux championnats d'Europe en petit bassin 2013 à Herning, il atteint la finale du 50 m nage libre où il termine 10e en 21 s 91 et du 50 m papillon où il termine 8e en 23 s 24. Il remporte la médaille de bronze avec le relais belge du 4 x 50 m nage libre qui termine en finale en 1 min 24 s 86, un nouveau record national.
Avec le relais du 4 × 50 libre, il a établi un nouveau record du monde lors des séries qualificatives. Ce record a ensuite été battu par la Russie quelques heures plus tard, lors des finales.

## Vie privée
François Heersbrandt est né le 12 décembre 1989 à Uccle. Parallèlement à une éducation musicale assidue, il fréquente les salles de gym et la piscine de Waterloo (où il est domicilié) dès son plus jeune âge.
En 2000, il est inscrit au Waterloo Natation (WN), et est entraîné par Rudy Declercq ; il se distingue rapidement pour ses qualités de sprinter. Il devient champion du Brabant en 2000, champion francophone en 2001, champion de Belgique jeune en 2005, et enfin champion de Belgique senior en 2006 (il est alors âgé de 16 ans). Initialement spécialiste en dos crawlé, il se tourne ensuite vers le papillon et la nage libre. Son premier record de Belgique date de 2007 (24 s 56 sur 50 m papillon).
En mars 2008, il réussit une première qualification olympique lors des championnats d’Europe d’Eindhoven (100 papillons en 52 s 83). Il participe ainsi aux jeux olympiques de Pékin ; il est alors âgé de 18 ans.
Entre septembre 2008 et juin 2010, François s’expatrie à Toulouse et nage avec l’équipe du Toec. De retour en Belgique, il s’entraîne de nouveau avec Rudy Declercq, réalise une demi-finale aux jeux olympiques de Londres 2012 (52 s 22 sur 100 m papillon), et une médaille de bronze aux championnats d’Europe en bassin de 25 m de Szczecin 2011 (50 s 44 sur 100 m papillon).
En 2013, il rejoint le Nivelles Swimming Team (NST). En mars 2014, à la suite de la fermeture de la piscine pour travaux, François Heersbrandt rejoint le Cercle de Natation Sportcity Woluwé (CNSW). Rudy Declercq reste son entraîneur principal.
Depuis le 12 septembre 2014, François a intégré le centre international ADN Swim Project, basé actuellement à Caserte, dans les environs de Naples. Le centre accueille également Andrey Govorov, Evgeny Korotyshkin et Jasper Van Mierlo.

## Palmarès

### Jeux olympiques
| Discipline      | Pékin 2008          | Pékin 2008 |
| --------------- | ------------------- | ---------- |
| 100 m papillon  | 37e                 | 53 s 33    |
|                 | Londres 2012        |            |
| 100 m papillon  | 16e                 | 52 s 71    |
|                 | Rio de Janeiro 2016 |            |
| 50 m nage libre | 38e                 | 22 s 58    |

### Championnats du Monde

#### En grand bassin de 50 m
| Discipline      | Rome 2009      | Rome 2009    |
| --------------- | -------------- | ------------ |
| 50 m papillon   | 34e            | 23 s 92      |
| 100 m papillon  | 56e            | 53 s 12      |
|                 | Shanghai 2011  |              |
| 50 m papillon   | 13e (df)       | 23 s 68      |
| 100 m papillon  | 17e            | 52 s 65      |
|                 | Barcelone 2013 |              |
| 50 m papillon   | 22e            | 23 s 75      |
| 100 m papillon  | 18e            | 52 s 75      |
|                 | Kazan 2015     |              |
| 50 m nage libre | 17e            | 22 s 48      |
| 50 m papillon   | 10e (df)       | 23 s 34 (RN) |
| 50 m dos        | 26e            | 25 s 55      |

#### En petit bassin de 25 m
| Discipline          | Istanbul 2012 | Istanbul 2012      |
| ------------------- | ------------- | ------------------ |
| 50 m nage libre     | 13e (df)      | 21 s 70            |
| 50 m papillon       | 9e (df)       | 23 s 10            |
| 100 m papillon      | 10e (df)      | 50 s 90            |
|                     | Doha 2014     |                    |
| 50 m nage libre     | 10e (df)      | 21 s 31 (RN)       |
| 50 m papillon       | 8e (f)        | 22 s 69            |
| 4 × 50 m nage libre | 4e (f)        | 1 min 24 s 72 (RN) |

### Championnats d'Europe

#### En grand bassin de 50 m
| Discipline           | Eindhoven 2008 | Eindhoven 2008 |
| -------------------- | -------------- | -------------- |
| 50 m papillon        | 12e (df)       | 24 s 14        |
| 100 m papillon       | 10e (df)       | 53 s 07        |
|                      | Budapest 2010  |                |
| 50 m papillon        | 9e (df)        | 23 s 96        |
| 100 m papillon       | 16e (df)       | 53 s 25        |
| 4 × 100 m nage libre | 7e (f)         | 3 min 18 s 12  |
|                      | Debrecen 2012  |                |
| 50 m papillon        | 9e (df)        | 23 s 66        |
| 100 m papillon       | 9e (df)        | 52 s 68        |
|                      | Berlin 2014    |                |
| 50 m nage libre      | 10e (df)       | 22 s 18        |
| 50 m papillon        | 14e (df)       | 23 s 84        |
| 100 m papillon       | 23e            | 53 s 64        |

#### En petit bassin de 25 m
- Championnats d'Europe 2011 (Szczecin) :
  -  Médaille de bronze du 100 m papillon.
  -  Médaille de bronze du 4 × 50 m nage libre.
- Championnats d'Europe 2013 (Herning) :
  -  Médaille de bronze du 4 × 50 m nage libre.

| Discipline             | Szczecin 2011 | Szczecin 2011      |
| ---------------------- | ------------- | ------------------ |
| 50 m papillon          | 5e (f)        | 22 s 98 (RN)       |
| 100 m papillon         | Bronze        | 50 s 44 (RN)       |
| 4 × 50 m nage libre    | Bronze        | 1 min 25 s 83      |
| 4 × 50 m 4 nages       | 6e (f)        | 1 min 35 s 70      |
|                        | Herning 2013  |                    |
| 50 m nage libre        | 10e (f)       | 21 s 91            |
| 50 m papillon          | 8e (f)        | 23 s 24            |
| 100 m papillon         | 12e (df)      | 51 s 47            |
| 4 × 50 m nage libre    | Bronze        | 1 min 24 s 86 (RN) |
| 4 × 50 m 4 nages mixte | 17e           | 1 min 45 s 23      |
|                        | Netanya 2015  |                    |
| 50 m nage libre        | 10e (s)       | 21 s 67            |
| 50 m papillon          | 9e (s)        | 23 s 09            |
| 4 × 50 m nage libre    | 4e (f)        | 1 min 25 s 08      |

Légende
(s) : séries, (df) : demi-finale, (f) : finale, (RN) : Record National